# José Manuel Cuenca Toribio
José Manuel Cuenca Toribio (Sevilla, 3 de marzo de 1939) es un historiador español. Es especialista en historia contemporánea de España y de Andalucía y de historia de la Iglesia. Ha desempeñado buena parte de la labor académica como catedrático de su especialidad en la Universidad de Córdoba.

## Biografía
Nacido en una familia oriunda de Higuera de Calatrava (Jaén), se licenció en Geografía e Historia en octubre de 1961 por la Facultad de Filosofía y Letras de la Universidad de Sevilla, con la calificación de «Premio Extraordinario». En mayo de 1964 obtiene el doctorado en la misma facultad, con igual calificación. Fue profesor contratado de la Universidad de Sevilla en el curso 1962-1963. Casado con la profesora Soledad Miranda García, son padres de tres hijos y una hija, y tienen nueve nietos.

## Trayectoria
Profesor adjunto de Historia Moderna de la Universidad de Navarra entre 1964 y 1967 y profesor agregado de la Universidad de Barcelona entre 1967 y 1971, fue nombrado catedrático de Historia Universal Contemporánea y de España de la Universidad de Valencia en 1971. Vicedecano de la facultad de Filosofía y Letras de Valencia en 1972, fue decano entre los cursos 1972 y 1975. Catedrático de Historia de España y Universal Contemporánea en la Universidad de Córdoba desde 1975 hasta 2009 y decano de la misma entre 1975 y 1987. Catedrático emérito de la misma universidad desde 2009. Profesor emérito de la Universidad CEU San Pablo.
Director de cuarenta y dos tesis doctorales, articulista asiduo en la prensa regional y nacional, empezó su trayectoria con estudios sobre la Iglesia y las sociedades católicas, ámbito que fue ampliando hasta interesarse por temas de índole andaluza. Es, asimismo, especialista en la Francia actual. Fundó y dirigió los Congresos de Historia de Andalucía (1976, 1991 y 2001) y el Instituto de Historia de Andalucía.
Es numerario de la Real Academia de Ciencias, Bellas Letras y Nobles Artes de Córdoba y correspondiente de la sevillana de Buenas Letras desde 1978. También es correspondiente de la Real Academia de la Historia desde 1984.

## Premios
Ha obtenido el Premio Nacional de Historia colectiva (1981) e individualmente (1982) —por Andalucía, historia de un pueblo—, así como el Premio Nacional de Periodismo José María Pemán (1985). En 2007 recibió el premio de Ensayo Villa de Madrid José Ortega y Gasset.

## Obras
Selección de algunas de sus obras:
- Aproximación a la Historia de la Iglesia Contemporánea en España, Ediciones Rialp, Madrid, 1978.
- Combates en Andalucía y páginas de Historia contemporánea, Córdoba, Publicaciones de la Diputación de Córdoba, 1978.
- Iglesia y burguesía en la España Liberal, Ediciones Pegaso (Valverde 32), Madrid, 1979.
- Sociedad y clero en la España del siglo XIX, Servicio de Publicaciones del Monte de Piedad y Caja de Ahorros de Córdoba, Córdoba 1980.
- Estudios sobre la Iglesia andaluza moderna y contemporánea, Instituto de Historia de Andalucía, Córdoba, 1980.
- Andalucía, historia de un pueblo, Madrid, Espasa Calpe, 1982.[2]
- Visión de Andalucía. Instituto de Desarrollo Regional, Universidad de Granada, Granada, 1983.
- Semblanzas andaluzas (galería de retratos), Colección Austral, Editorial Espasa-Calpe (Ctra. de Irún, km. 12.200), Madrid, 1984.
- Sociología de una élite de poder de España e Hispanoamérica contemporáneas: la jerarquía eclesiástica (1789-1985), Editorial Edersa, Madrid, 1986.
- La Segunda Guerra Mundial, Ed. Espasa-Calpe, Madrid, 1989.
- Relaciones Iglesia y Estado en la España contemporánea (1833-1945), Ed. Alhambra (Claudio Coello 76), Madrid, 1989.
- Pueblos y gentes de Córdoba, Caja Provincial de Ahorros, Córdoba, 1990.
- Historia de Sevilla. Del Antiguo al Nuevo Régimen, Publicaciones de la Universidad de Sevilla, Colección de Bolsillo, Sevilla 1991 (4ª edición).
- Ensayos sobre Andalucía, Caja Provincial de Ahorros, Córdoba, 1991.
- Estudios sobre el catolicismo español contemporáneo I y II, Servicio de Publicaciones de la Universidad, Córdoba, 1991.
- Parlamentarismo y antiparlamentarismo en España, Servicio de Publicaciones del Congreso de los Diputados, Madrid, 1995.
- La Francia actual: política y políticos, Servicio de Publicaciones de la Universidad, Córdoba, 1998 (2ª ed. corregida y aumentada).
- Ensayos iberistas, Centro de Estudios Constitucionales, Madrid, 1998.[3]
- El poder y sus hombres (1705-1998) ¿Por quiénes hemos sido gobernados los españoles?, Editorial Actas, Madrid, 1998.
- Estudios de Historia Política Contemporánea, Centro de Estudios Constitucionales, Madrid, 1999.
- Catolicismo español y catolicismo europeo contemporáneo, Ed. Encuentro, Madrid, 1999.
- «La historiografía sobre la Edad Contemporánea», Andrés-Gallego, José. (coord.) y otros: Historia de la historiografía española, Ed. Encuentro, Madrid, 1999.
- Intelectuales y políticos contemporáneos, Publicaciones de la Universidad de Sevilla, Colección de Bolsillo, Sevilla, 2000 (3ª edición corregida y aumentada).
- La obra historiográfica de Florentino Pérez-Embid, Escuela de Estudios Hispano-americanos-CSIC, Sevilla, 2001.
- Conversaciones con Alfonso Armada. El 23-F, Ed. Actas, Madrid, 2001.[4]
- Sindicatos y partidos católicos españoles: ¿Fracaso o frustración? (1870-1977), Unión Editorial, Madrid, 2001.[5]
- Historia y actualidad. Clío en la Posada, Editorial Actas, Madrid, 2002.
- Historia de Córdoba, Librería Luque, Córdoba, 2002 (2ª ed. corregida y aumentada).
- Estudios sobre el catolicismo español contemporáneo III, Servicio de Publicaciones de la Universidad, Córdoba, 2002.
- La oratoria parlamentaria española. Una antología, Centro de Estudios Constitucionales, Madrid, 2003.
- Catolicismo social y catolicismo político español contemporáneo (1870-2000), Unión Editorial, Madrid, 2003.[6]
- Momentos y figuras cordobesas, Real Academia de Córdoba-PRASA, Córdoba, 2003
- Ocho claves de la historia de España contemporánea, Ed. Encuentro, Madrid, 2003.
- Historia y literatura, Editorial Actas, Madrid, 2004.
- Historia general de Andalucía, Ed. Almuzara, Córdoba, 2005.
- Cartas a un joven historiador. Estudios historiográficos, Ed. Encuentro, Madrid, 2005.
- Estudios sobre el catolicismo español contemporáneo IV, Servicio de Publicaciones de la Universidad, Córdoba, 2005.
- La Francia actual: política y políticos, Córdoba, Servicio de Publicaciones de la Universidad de Córdoba, 2006 [3ª ed.].
- Historia y actualidad II, Editorial Actas, Madrid, 2006.
- La guerra de la Independencia: Un conflicto decisivo (1808-1814), Ed. Encuentro, Madrid, 2006.[7][8][9][n. 1]
- Dos siglos de postración. Política y políticos en la Andalucía contemporánea (1810-2006), Sevilla, Fundación José Manuel Lara, 2007.[12]